# Wapen van Oosternijkerk

Wapen van Oosternijkerk

Het wapen van Oosternijkerk is het dorpswapen van het Nederlandse dorp Oosternijkerk, in de Friese gemeente Noardeast-Fryslân. Het wapen werd in 1988 geregistreerd.

## Beschrijving
De blazoenering van het wapen luidt als volgt:
Gedeeld : I in keel een klimmende windhond van zilver; II in azuur een orgelpijp van zilver, in het schildhoofd vergezeld van twee rozen van hetzelfde.
De heraldische kleuren zijn: keel (rood), zilver (zilver) en azuur (blauw).

## Symboliek
- Tweedeling: verwijst naar de ligging van het dorp bij de voormalige grens van Westdongeradeel met Oostdongeradeel.[3]
- Windhond: ontleend aan het wapen van het geslacht Sjoorda dat een stins bij het dorp bewoonde.[3]
- Rozen: eveneens afkomstig van het wapen van de familie Sjoorda.[3]
- Orgelpijp: symbool van de heilige Cecilia, patroonheilige van de Sint-Ceciliakerk van Oosternijkerk.[3]
- Kleurstelling: ontleend aan de wapens van Oostergo en Dongeradeel.[3]

Het wapen van Oostergo.
Het wapen van Dongeradeel.

## Zie ook

Vlag van Oosternijkerk